# Xavier Zubiri
José Xavier Zubiri Apalategui (San Sebastián, 4 dicembre 1898 – Madrid, 21 settembre 1983) è stato un filosofo spagnolo.

## Biografia

### I primi studi
Nel 1905 inizia la sua formazione presso il Collegio di Santa Mara di San Sebastian, diplomandosi il 28 giugno 1915. In quello stesso anno inizia a studiare filosofia presso il Seminario Conciliare di Madrid sotto la guida di Juan Zaragüeta e completa la sua formazione filosofica con Josè Ortega y Gasset all'Universidad Central de Madrid nel 1919. Il 9 novembre 1920 ottiene la laurea in filosofia presso quell'ateneo e inizia a studiare presso l'Istituto Superiore di Filosofia dell'Università Cattolica di Lovanio, in Belgio. Nello stesso anno, a Roma, supera l'esame di dottorato in teologia nel Collegium Theologicum Romanae Universitatis.
Il 24 febbraio 1921 consegue la licenza in filosofia a Lovanio con una tesi dal titolo Le problème de l'objectivité d'après Edmund Husserl, I: La logique pure. Il 21 marzo dello stesso anno a Madrid, sotto la guida di Ortega y Gasset, discute la tesi di dottorato dal titolo Ensayo de una teorìa fenomenològica del juicio, che pubblica nel 1923. Il 22 settembre 1921 viene ordinato sacerdote a Pamplona.

### L'attività accademica, il viaggio in Germania e la Guerra Civile
Nel 1926 ottiene la cattedra di Storia della Filosofia presso la facoltà di Lettere e Filosofia dell'Universidad Central de Madrid. Nel 1928, ottenuto un permesso per motivi di studio e ricerca, compie un viaggio in Germania, dove ha la possibilità di frequentare le lezioni di Husserl e Heidegger, rispettivamente a Friburgo e Berlino. Fino alla fine del 1930 soggiorna a Berlino dove collabora con Hartmann e conosce, fra gli altri, Einstein, Planck, Schrödinger, Zermelo e il filologo Jaeger. 
Torna a Madrid nel 1931 dove riprende i suoi corsi di Storia della Filosofia. Nel 1935, a Roma, si tiene il processo per la riduzione allo stato laicale, così l'anno successivo, contrae in matrimonio Carmen Castro Madinaveitia, figlia dello storico Américo Castro. Mentre si trova a Roma scoppia in Spagna la guerra civile e così decide di non ritornare in patria ma di trasferirsi per un certo periodo a Parigi, dove tiene alcuni corsi presso l'Institut catholique de Paris. Riorna a Madrid nel 1939, una volta conclusa la guerra civile, ma l'arcivescovo Leopoldo Eijo y Garay, a causa della sua riduzione allo stato laicale, ottiene di farlo allontanare dalla capitale: Zubiri si trasferisce così a Barcellona nella cui università insegna fino al 1942.

### Il ritorno a Madrid e la pubblicazione delle opere più importanti
Nel 1942 ritorna stabilmente a Madrid, dove, senza cattedra, impartisce corsi privati di filosofia e pubblica Naturaleza, Historia y Diòs, il suo primo libro, che raccoglie lavori precedenti. Nel 1946 è negli Stati Uniti, dove presso la Princeton University tiene una conferenza su Le rèel et les matematiques: un problème de philosophie. Nel 1947 fonda, con il finanziamento del Banco Urquijo, la Sociedad de Estudio y Publicaciones, da lui stesso diretta e che tra le sue attività culturali prevedeva conferenze e dibattiti pubblici su varie tematiche. 
Nel 1953 a Madrid l'editore Revista Alcalà, pubblica Homenaje a Xavier Zubiri. Negli anni che seguono si dedica alla stesura e alla pubblicazione del suo pensiero filosofico: nel 1962 esce Sull'essenza (Sobre la esencia), nel 1963 pubblica Cinco lecciones de filosofia. Nel 1970 esce il secondo volume di Homenaje a Xavier Zubiri e l'anno successivo all'interno della Sociedad de Estudio y Publicaciones si costituisce il Seminario Xavier Zubiri per comprendere, approfondire e creare uno spazio di dibattito intorno alle idee del pensatore spagnolo.

### L'ultimo periodo: la malattia eIntelligenza senziente
Nel 1973 tiene un corso presso l'Università Gregoriana di Roma su El problema teologal del hombre. Nel 1979 la Repubblica Federale Tedesca concede a Zubiri la Grosse Verdienst Kreuz (Gran Croce al Merito). Nel 1980, dopo aver ricevuto il dottorato honoris causa dall'Universidad de Deusto di Bilbao, viene operato d'urgenza di tumore. Alla fine dell'anno viene dato alle stampe il primo volume di Inteligencia sentiente: Inteligencia y realidad e tradotto in inglese Sobre el esencia (On essence). 
L'anno successivo viene pubblicato in inglese anche Naturaleza, Historia y Diòs, corredato da un'introduzione dello stesso Zubiri. Nel 1982 esce il secondo volume di Inteligencia sentiente: Inteligencia y logos. L'anno successivo, viene pubblicato anche il terzo volume, Inteligencia y razòn e mentre portava a termine la revisione di El hombre y Diòs muore in modo repentino il 21 settembre 1983. Tra il 1986 e il 2007 sono state pubblicate diverse opere postume, molte delle quali a cura della Fundaciòn Xavier Zubiri di Madrid.

## Pensiero filosofico
La sua elaborazione filosofica ha l'intento di oltrepassare il soggettivismo regnante nella modernità e il realismo ingenuo della filosofia classica. L'esistenza umana è compresa in quanto relegazione [ religación ] (uno dei concetti fondamentali della filosofia di Zubiri). La chiave di volta del suo pensiero è il concetto di “Realtà” [realidad], secondo cui l'appreso è qualcosa “da sé” [de suyo]. Per questo motivo lo stesso Zubiri nel Prologo di Inteligencia sentiente scrive:
Nella apprensione di realtà questa si coglie come reale. Questa sarebbe la “percezione primordiale della realtà”, realizzata grazie ad una intelligenza senziente che unisce l'intellettivo al sensoriale. Con questa intelligenza senziente percepiamo il reale come reale “da sé”.
Ma la questione riguardante che cosa può essere la realtà e che cosa sono le cose in realtà e nella realtà sarà compito del logos e della ragione.

### L'Uomo, coscienza di realtà
La concezione dell'uomo di Zubiri si fonda sui presupposti dell'antropologia scolastica, che attualizza a partire dalla fenomenologia e con un apporto innovatore proporzionato al progresso scientifico del nostro tempo. Zubiri sostiene che l'Intelligenza sia la caratteristica principale della differenza tra uomo e animale. L'Intelligenza senziente è la capacità di riflessione umana che include la sfera sensoriale. L'animale è capace di sentire ma non di riflettere sulle proprie sensazioni.
La impressione della realtà è un'altra condizione per la intelligenza senziente ed è quella che viene chiamata abitudine. Tutti gli animali hanno le loro abitudini (il modo di muoversi ed agire nell'ambiente circostante).
L'abitudine intellettiva si differenzia per la sua sostantività [substantividad], ovvero l'unione di struttura e funzione. Nella sua antropologia Zubiri distingue tra sostantivo/sostanziale e tra sostantività/sostanzialità. Ora, prendiamo come buone le seguenti definizioni approssimative: SOSTANZIALITA': sufficienza nell'ordine costituzionale dell'unità di struttura e funzioni; SOSTANTIVITA': si riferisce al carattere di una realtà, grazie al quale emergono proprietà che le sono inerenti. L'unione di queste costituzioni appaiono in forma di sistema chiuso (interdipendente e concatenato); l'unità di sufficienza fa in modo che si chiami con il nome di “sostantività”. In quanto ad abitudine la sostantività si presenta come “personeità” [personeidad] (coscienza del possesso che l'uomo tiene di sé stesso). L'intelligenza umana è aperta alla realtà, questo è un concetto implicito nell'essere (imposto da una forza che supera lo stesso essere) e che si collega alla teoria della relegazione. La relegazione è una dimensione ontologica e l'uomo non può negarla in quanto cadrebbe nella “superbia della vita”.

## Opere
- Naturaleza, Historia, Dios (1944)
  - Natura, storia, Dio, Edizioni Augustinus, 1985
- Sobre la esencia (1962)
  - Sull'essenza, Morcelliana, 2025
- Cinco lecciones de filosofía (1963)
  - Cinque lezioni di filosofia, Edizioni Augustinus, 1992
- Inteligencia Sentiente: Inteligencia y Realidad (1980)
- Inteligencia Sentiente: Inteligencia y Logos (1982)
- Inteligencia Sentiente: Inteligencia y Razón (1983)
  - Intelligenza senziente, Bompiani, 2008

Le seguenti opere sono state pubblicate postume, molte delle quali basate su interventi orali:
- El hombre y Dios (1984)
  - L'uomo e Dio, Edizioni di Pagina, 2014
- Sobre el hombre (1986)
- Estructura dinámica de la realidad (1989)
  - Struttura dinamica della realtà, Marietti 1820, 2008
- Sobre el sentimiento y la volición (1992)
- El problema filosófico de la historia de las religiones (1993)
  - Il problema filosofico della storia delle religioni, Morcelliana, 2014
- El problema teologal del hombre: Cristianismo (1997)
- Los problemas fundamentales de la metafísica occidental (1994)
  - I problemi fondamentali della metafisica occidentale, Edizioni di Pagina, 2023
- Primeros escritos (1921-1926) (2000)
- Espacio. Tiempo. Materia (1996)
- El hombre y la verdad (1999)
- Sobre la realidad (2001)
- Sobre el problema de la filosofía y otros escritos (1932-1944) (2002)
- El hombre: lo real y lo irreal (2005)